# 대한민국의 대법원장
대법원장(大法院長, 영어: Chief Justice of the Supreme Court)은 대한민국 대법원의 수장이다. 대법원장은 국회의 동의를 얻어 대통령이 임명하며, 임기는 6년이고 중임할 수 없다. 권력분립원칙에 따른 대한민국의 3부요인 중에서 헌법재판소장과 함께 대한민국 사법부를 공동으로 대표한다.

## 개요
법원조직법 제42조 제1항에 따라 대법원장과 대법관은 20년 이상 다음 각호의 직에 있던 45세 이상의 자 중에서 임용한다.
- 판사·검사·변호사
- 변호사 자격이 있는 사람으로서 국가기관, 지방자치단체, 「공공기관의 운영에 관한 법률」 제4조에 따른 공공기관, 그 밖의 법인에서 법률에 관한 사무에 종사한 사람
- 변호사 자격이 있는 사람으로서 공인된 대학의 법률학 조교수 이상으로 재직한 사람

## 역대 대법원장

### 미군정기 대법원장
| 대수 | 이름           | 임기                           | 출신지                    | 출신학교             | 비고                            |
| ---- | -------------- | ------------------------------ | ------------------------- | -------------------- | ------------------------------- |
| 초대 | 김용무(金用茂) | 1945년 9월 2일~1946년 4월 4일  | 전남 무안                 | 주오 대학            | 미군정 사법부장 반민특위 재판관 |
| 2대  | 조용순(趙容淳) | 1946년 4월 5일~1946년 5월 16일 | 경기 한성 (현 서울특별시) | 경성전수 (현 서울대) |                                 |
| 3대  | 김용무(金用茂) | 1946년 5월 19일~1948년 8월 5일 | 전남 무안                 | 주오 대학            | 미군정 사법부장 반민특위 재판관 |
| 4대  | 김병로(金炳魯) | 1948년 8월 6일~1948년 9월 12일 | 전북 순창                 | 메이지 대학          | 과도정부 사법부장               |

### 대한민국 대법원장
| 대수     | 이름           | 임기                             | 출신지                    | 출신학교                 |
| -------- | -------------- | -------------------------------- | ------------------------- | ------------------------ |
| 1대      | 김병로(金炳魯) | 1948년 9월 13일~1957년 12월 15일 | 전북 순창                 | 메이지 대학              |
| 권한대행 | 김두일(金斗一) | 1957년 12월 16일~1958년 6월 19일 | 평남 성천                 | 니혼 대학                |
| 2대      | 조용순(趙容淳) | 1958년 6월 20일~1960년 5월 16일  | 경기 한성 (현 서울특별시) | 경성전수 (현 서울대)     |
| 권한대행 | 배정현(裴廷鉉) | 1960년 5월 17일~1961년 6월 9일   | 경기 한성 (현 서울특별시) |                          |
| 권한대행 | 한성수(韓聖壽) | 1960년 6월 9일~1961년 6월 21일   | 경남 산청                 |                          |
| 권한대행 | 배정현(裴廷鉉) | 1960년 6월 21일~1961년 6월 29일  | 경기 한성 (현 서울특별시) |                          |
| 3대      | 조진만(趙鎭滿) | 1961년 6월 30일~1964년 1월 31일  | 경기 인천 (현 인천광역시) | 경성법학전문 (현 서울대) |
| 4대      | 조진만(趙鎭滿) | 1964년 2월 1일~1968년 10월 19일  | 경기 인천 (현 인천광역시) | 경성법학전문 (현 서울대) |
| 5대      | 민복기(閔復基) | 1968년 10월 21일~1973년 3월 13일 | 경기 한성 (현 서울특별시) | 경성제국대 (현 서울대)   |
| 6대      | 민복기(閔復基) | 1973년 3월 14일~1978년 12월 21일 | 경기 한성 (현 서울특별시) | 경성제국대 (현 서울대)   |
| 권한대행 | 이영섭(李英燮) | 1978년 12월 22일~1979년 3월 22일 | 경기 양주                 | 경성제국대 (현 서울대)   |
| 7대      | 이영섭(李英燮) | 1979년 3월 23일~1981년 4월 15일  | 경기 양주                 | 경성제국대 (현 서울대)   |
| 8대      | 유태흥(兪泰興) | 1981년 4월 16일~1986년 4월 15일  | 충남 홍성                 | 일본 간사이대            |
| 9대      | 김용철(金容喆) | 1986년 4월 16일~1988년 6월 17일  | 경북 성주                 | 서울대                   |
| 권한대행 | 이정우(李正雨) | 1988년 6월 18일~1988년 7월 18일  | 경남 진양 (현 경남 진주)  | 고려대                   |
| 10대     | 이일규(李一珪) | 1988년 7월 19일~1990년 12월 15일 | 경남 통영                 | 간사이 대학              |
| 11대     | 김덕주(金德株) | 1990년 12월 16일~1993년 9월 11일 | 충남 부여                 | 서울대                   |
| 권한대행 | 최재호(崔在護) | 1993년 9월 12일~1993년 9월 24일  | 경북 고령                 | 서울대                   |
| 12대     | 윤관(尹錧)     | 1993년 9월 25일~1999년 9월 22일  | 전남 해남                 | 연세대                   |
| 13대     | 최종영(崔鍾泳) | 1999년 9월 23일~2005년 9월 23일  | 강원 강릉                 | 서울대                   |
| 14대     | 이용훈(李容勳) | 2005년 9월 26일~2011년 9월 23일  | 전남 보성                 | 서울대                   |
| 15대     | 양승태(梁承泰) | 2011년 9월 25일~2017년 9월 24일  | 경남 밀양                 | 서울대                   |
| 16대     | 김명수(金命洙) | 2017년 9월 25일~2023년 9월 24일  | 경남 부산 (현 부산광역시) | 서울대                   |
| 권한대행 | 안철상(安哲相) | 2023년 9월 25일~2023년 12월 8일  | 경남 합천                 | 건국대                   |
| 17대     | 조희대(曺喜大) | 2023년 12월 8일~2027년 6월 5일   | 경북 경주                 | 서울대                   |

## 역대 임명동의안 국회 표결 결과
- 제3대 조진만 대법원장은 국가재건최고회의의 제청으로 임명되어 임명 동의 표결이 진행되지 않았다.

| 임명권자 | 후보자 | 날짜             | 투표 결과 | 투표 결과 | 투표 결과 | 투표 결과 | 결과 | 국회   |
| 임명권자 | 후보자 | 날짜             | 찬성      | 반대      | 기권      | 무효      | 결과 | 국회   |
| -------- | ------ | ---------------- | --------- | --------- | --------- | --------- | ---- | ------ |
| 이승만   | 김병로 | 1948년 8월 5일   | 117       | 31        | 3         | 6         | 가결 | 제헌   |
| 이승만   | 조용순 | 1958년 6월 16일  | 210       | 6         |           |           | 가결 | 제4대  |
| 박정희   | 조진만 | 1964년 1월 27일  | 103       | 53        | 1         | 2         | 가결 | 제6대  |
| 박정희   | 민복기 | 1968년 10월 10일 | 103       | 22        | 3         | 2         | 가결 | 제7대  |
| 박정희   | 민복기 | 1973년 3월 13일  | 190       | 17        | 2         |           | 가결 | 제9대  |
| 박정희   | 이영섭 | 1979년 3월 21일  | 191       | 13        | 5         | 1         | 가결 | 제10대 |
| 전두환   | 유태흥 | 1981년 4월 16일  | 234       | 20        | 6         | 4         | 가결 | 제11대 |
| 전두환   | 김용철 | 1986년 3월 22일  | 156       |           |           | 2         | 가결 | 제12대 |
| 노태우   | 정기승 | 1988년 7월 2일   | 141       | 6         | 134       | 14        | 부결 | 제13대 |
| 노태우   | 이일규 | 1988년 7월 5일   | 275       | 14        | 3         |           | 가결 | 제13대 |
| 노태우   | 김덕주 | 1990년 12월 10일 | 190       | 70        | 3         |           | 가결 | 제13대 |
| 김영삼   | 윤관   | 1993년 9월 24일  | 252       | 13        | 2         | 1         | 가결 | 제14대 |
| 김대중   | 최종영 | 1999년 9월 20일  | 211       | 50        |           | 2         | 가결 | 제15대 |
| 노무현   | 이용훈 | 2005년 9월 14일  | 212       | 61        | 3         | 1         | 가결 | 제17대 |
| 이명박   | 양승태 | 2011년 9월 21일  | 227       | 17        | 1         |           | 가결 | 제18대 |
| 문재인   | 김명수 | 2017년 9월 21일  | 160       | 134       | 1         | 3         | 가결 | 제20대 |
| 윤석열   | 이균용 | 2023년 10월 6일  | 118       | 175       | 2         |           | 부결 | 제21대 |
| 윤석열   | 조희대 | 2023년 12월 8일  | 264       | 18        | 10        |           | 가결 | 제21대 |

## 같이 보기
- 대한민국 대법원
- 대한민국의 대법관

### 내용주
1. ↑  국가원수인 대통령을 제외하고 대한민국의 입법부, 사법부, 행정부를 이루는 3부요인은 국회의장(입법부), 대법원장·헌법재판소장(사법부), 국무총리(행정부)이다. 대법원장과 헌법재판소장은 사법부를 공동으로 대표하고, 한편으로 대통령은 행정부 수반이지만  동시에 국가원수이므로 3부요인에서 행정부의 몫은 국무총리가 차지한다.[1] 중앙선거관리위원회 위원장은 권력분립원칙상의 국가권력을 담당하지 않고, 단지 선거행정의 독립성을 헌법적 수준에서 보장받는 것이므로 헌법기관장이라고 부른다.[2] 이에 따라 2006년 청와대에서는 대통령을 제외한 국가요인을 부르는 정식명칭을 '3부요인(국회의장, 대법원장·헌법재판소장, 국무총리) 및 헌법기관장(중앙선거관리위원회 위원장)'으로 정한바 있다.[3] 일각에서 사용되는 4부요인 또는 5부요인이라는 표현은 권력분립원칙을 오독한 비(非)법률적 표현이다.[4]